# Orgaan voor de Coördinatie en de Analyse van de Dreiging
Het Coördinatieorgaan voor de dreigingsanalyse kortweg OCAD (Frans: Organe de coordination pour l'analyse de la menace of OCAM; Duits Koordinationsorgan für die Bedrohungsanalyse of KOBA; Engels Coordination Unit for Threat Analysis of CUTA) is een Belgisch overheidsorgaan dat de Belgische politie- en inlichtingendiensten coördineert en nagaat in hoeverre België blootstaat aan terroristische en extremistische dreigingen. OCAD bevindt zich in de Wetstraat 22 in Brussel en staat onder het gezag van de ministers van Binnenlandse Zaken en Justitie. Comité I ziet toe op de werking ervan. Het orgaan is sinds 1 december 2006 de opvolger van de Antiterroristische Gemengde Groep (AGG). Het werd opgericht bij de wet van 10 juli 2006.

## Geschiedenis
OCAD wordt gezien als de opvolger van de Antiterroristische Gemengde Groep (AGG). De AGG had voornamelijk dezelfde taken als die van het OCAD: “verzamelen, analyseren en het evalueren van de inlichtingen die noodzakelijk zijn voor het nemen van de maatregelen van bestuurlijke en gerechtelijke politie ten aanzien van daden van terrorisme in België” .
De AGG werd opgericht in 1984 door Jean Gol de toenmalige minister van justitie. Het werd opgericht in het kader van de terroristische dreigingen van de Cellules Communistes Combattantes of afgekort CCC . De wettelijke betrokken partners voor de AGG waren: de staatsveiligheid, de federale politie en de Algemene Dienst Inlichting en Veiligheid  (ADIV). Deze waren echter te beperkt voor de aanpak van terroristische dreiging. Dit leidde tot de oprichting van het OCAD. Dit orgaan verzamelt inlichtingen vanuit verschillende partners. Anders dan bij het AGG zijn de ondersteunende diensten nu wel wettelijk verplicht om inlichtingen en informatie door te spelen aan het OCAD.
Voorafgaand aan de oprichting van het OCAD was er advies vereist vanuit de Commissie voor de bescherming van de persoonlijke levenssfeer. Deze instantie had vijf grote kritische bemerkingen:
1. Te veel informatie verkrijgen die niet relevant is voor de bestrijding van terrorisme
2. Geen duidelijke criteria voor het doorspelen van informatie en inlichtingen
3. Een onafhankelijke instelling kan het OCAD controleren op inbreuken op de wet van de privacy
4. Federale regering bepaalt wie informatie dient te geven aan het OCAD
5. OCAD zou inlichtingen doorgeven aan buitenlandse diensten[6]

Dit laatste zou in strijd zijn met de regel van derde dienst. Het is de regel die de staatsveiligheid dient te waarborgen indien ze informatie verkregen heeft van een andere inlichtingendienst. De regel legt het volgende vast: informatie niet mogen doorspelen naar andere diensten de zogenoemde derde dienst.
In de periode voor de oprichting van het OCAD werd er gesproken door toenmalig regeringsleider Verhofstadt om een “Europese C.I.A” op te richten. Dit werd echter afgeblazen door de houding van de verschillende landen met een sterk uitgewerkte nationale geheime dienst.

## Analyse
De evaluaties worden op een vaste wijze opgemaakt volgens artikel 8 van de wet op dreigingsanalyse. Er wordt een punctuele of ad-hoc- en een strategische analyse gemaakt van een bepaald fenomeen of inlichting. De strategische analyse kijkt in hoeverre een fenomeen in de toekomst beslissend zou kunnen zijn in het kader van extremisme of terrorisme. Uit deze analyse kunnen aanbevelingen komen naar het beleid toe. Deze analyse kan enkel aangevraagd worden door een lid van de federale regering.
De punctuele analyse zorgt voor een dreigingsbeeld ten opzichte van een persoon, groep of gebeurtenis. Deze analyse kan enkel aangevraagd worden door een ondersteunende dienst (partner).
De evaluaties die gemaakt worden zijn bedoeld voor de verschillende overheden die rechtstreeks of onrechtstreeks te maken hebben met veiligheid (ook politie). Het is de uiteindelijke taak van de overheden om in te staan voor de veiligheid en verdere maatregelen te nemen, niet het OCAD.

### Takenpakket
Er zijn twee kaders die het takenpakket van het OCAD weergeven. Aan de ene kant is dit de wet van 10 juli 2006 en anderzijds het Koninklijk besluit tot uitvoering van de wet van 10 juli 2006 betreffende de analyse van de dreiging. De vier taken volgens de wet zijn: 
1. Analyseren van dreigingen in relatie tot terrorisme en extremisme dat een bedreiging is voor de Belgische staat
2. Bedreigingen tegenover de Belgische onderdanen hier in het land of elders en/of tegenover vitale instellingen: kerncentrales, luchthaven
3. De beveiligingen van samenkomsten en/of diplomatieke instanties (top van de EU, Ambassade)
4. Alle nodige informatie verkrijgen en verzamelen om dreigingen te kunnen analyseren

Om verschillende analyses te doen, maakt het OCAD gebruik van databanken waarvan ze de gegevens maximum 30 jaar mogen bewaren. De databanken stellen hen in staat om personen, organisaties en groeperingen te linken aan elkaar. Het gebruik van deze databanken gebeurt onder verschillende voorwaarden en is vastgelegd door de ministerraad in een Koninklijk besluit nadat er een advies is verstrekt vanuit de Commissie voor de bescherming van de persoonlijke levenssfeer.
Het OCAD heeft de coördinerende rol voor het bestrijden van gewelddadig extremisme, en beheert de gemeenschappelijke databank die inlichtingen vanuit zowel de lokale als bovenlokale instanties over radicalisatie verzamelt en verwerkt.

## Informatiestroom
OCAD krijgt zijn informatie van:  
- De Federale politie
- De lokale politie
- De Dienst voor de Veiligheid van de Staat
- De Algemene Dienst Inlichting en Veiligheid
- De dienst Douane en Accijnzen (FOD Financiën)
- De dienst Vreemdelingenzaken (FOD Binnenlandse Zaken)
- De FOD Mobiliteit en Vervoer
- De FOD Buitenlandse Zaken, Buitenlandse Handel en Ontwikkelingssamenwerking
- De algemene directie Crisiscentrum (FOD Binnenlandse Zaken)
- Het directoraat-generaal Penitentiaire inrichtingen (FOD Justitie)
- De dienst Erediensten en Vrijzinnigheid binnen het directoraat-generaal Wetgeving, Fundamentele Rechten en Vrijheden  (FOD Justitie)
- De algemene administratie van de Thesaurie (FOD Financiën)

Om dubbel werk te vermijden en te verhinderen dat het OCAD een concurrent van de inlichtingendiensten zou zijn, doet het OCAD niet zelf aan inlichtingenvergaring. De ondersteunende diensten zijn wettelijk verplicht informatie aan te leveren aan het OCAD wanneer die erom vraagt. Het achterhouden van inlichtingen is strafbaar, zelfs wanneer het gaat om informatie aangeleverd door buitenlandse diensten onder de zogenaamde 'regel van de derde dienst'. Om gevoelige informatie te beschermen bestaat er evenwel een embargoprocedure, voor bijvoorbeeld informatie van een buitenlandse dienst of inlichtingen die voortkomen uit een lopend gerechtelijk onderzoek. Buitenlandse diensten erkennen de wettelijke verplichting in België om inlichtingen te delen door hun informatie te classificeren als FOR BELGIAN EYES ONLY, wat in feite een versoepeling inhoudt van de regel van de derde dienst.

## Dreiging
Het KB van 1 december 2006 definieert vier dreigingsniveaus:
1. Niveau 1 of Laag: als blijkt dat de persoon, de groepering of de gebeurtenis die het voorwerp uitmaakt van de analyse niet bedreigd is;
2. Niveau 2 of Gemiddeld: als blijkt dat de dreiging tegen de persoon, de groepering of de gebeurtenis weinig waarschijnlijk is;
3. Niveau 3 of Ernstig: als blijkt dat de dreiging tegen de persoon, de groepering of de gebeurtenis mogelijk en waarschijnlijk is;
4. Niveau 4 of Zeer Ernstig: als blijkt dat de dreiging tegen de persoon, de groepering of de gebeurtenis ernstig en zeer nabij is.

Het OCAD kan advies uitbrengen over de te nemen veiligheidsmaatregelen, maar schrijft deze zelf niet voor. Die bevoegdheid komt toe aan het Crisiscentrum van de Federale Overheidsdienst Binnenlandse Zaken (ADCC).

## Activering
| Periode                           | Niveau           | Gebeurtenis |
| --------------------------------- | ---------------- | --- |
| voor september 2001               | 1                | |
| september 2001 - Januari 2015     | 2                | Aanslagen op 11 september 2001 |
| 2005                              | 4                | Tijdens het bezoek van de Amerikaanse president George W. Bush |
| Jaarovergang van 2007 naar 2008   | 4                | Even niveau 4 in Brussel. Aanleiding waren de plannen om de veroordeelde terrorist en voormalig profvoetballer Nizar Trabelsi uit de gevangenis te bevrijden. Het eindejaarsvuurwerk op de Brusselse Kunstberg werd afgelast. |
| 24 mei 2014                       | 4                | Na een aanslag op een Joods museum in Brussel. |
| Januari 2015                      | 3                | Na de antiterreuractie in Verviers. Op 10 maart werd het teruggeschroefd, met uitzondering van sommige plaatsen en de koninklijke familie.                                                                                    |
| 14-21 november 2015               | 3                | Aanslagen in Parijs van november 2015. |
| 21-26 november 2015               | 4                | Na de aanslagen in Parijs voor het Brussels Hoofdstedelijk Gewest. Een OCAD-analyse zag een "ernstige en nabije dreiging" |
| 26 november 2015 - 22 maart 2016  | 3                | Opnieuw verlaagd in het Brussels Hoofdstedelijk Gewest. |
| 22 - 24 maart 2016                | 4                | Verhoogd voor gans het land na de aanslagen in Brussel op 22 maart 2016. |
| 25 maart 2016 - 22 januari 2018   | 3                | Opnieuw verlaagd voor het ganse land |
| 22 januari 2018 - 16 oktober 2023 | 2                | Opnieuw verlaagd voor het ganse land, op enkele gevoelige plekken na waar niveau 3 van kracht blijft |
| 16 oktober 2023 - heden           | 3 (4 in Brussel) | Verhoogd na een aanslag in Brussel |